# Национална рагби лига
национална рагби лига (енгл. National Rugby League), позната под акронимом НРЛ (енгл. NRL), клупско је такмичење у рагби лиги за клубове из Аустралије и Новог Зеланда. Лига је формирана 1998, а у њој се такмиче неки клубови који су се раније такмичили у рагби лиги Сиднеја, такмичењу које је основано 1908, а у лиги се такмичи и један клуб из Новог Зеланда. Лига је настала након „рата за Суперлигу“ 1990-их, где су се комерцијално надметале организације Аустралијска рагби лига и Аустралијска суперлига коју је подржавала медијска компанија News Corporation, како би успоставиле предност у такмичењу у рагби лиги у Аустралији и Новом Зеланду. Године 1997. обе организације су покренуле своја такмичења, а 1998. су се спојиле и основале Националну рагби лигу. Њихово партнерство је прекинуто 2012. и контролу над такмичењем је потпуно преузела Аустралијска рагби лига, која се реорганизовала у независни борд директора и променила назив у Комисија аустралијске рагби лиге.
Такмичење траје од марта до октобра, а највише пажње привлачи одлучујућа утакмица — Велико финале НРЛ, које је једно од најпопуларнијих спортских догађаја у Аустралији, а медији га називају „Аустралијски Супербоул“. Победник лиге такмичи се против победника Суперлиге за титулу првака света, у такмичењу под називом Светски клупски изазов.

## Историја
Рагби 13 је тимски спорт на незамисливо високом нивоу на Новом Зеланду и нарочито у Аустралији. Историјски гледано, рагби 13 репрезентација Аустралије је убедљиво најуспешнија рагби 13 репрезентација на Свету са 11 освојених титула првака Света у рагбију 13. Рагби 13 репрезентација Новог Зеланда је једном била шампион Света у рагбију 13. 
Рагби 13 федерација Новог Јужног Велса је водила професионално рагби 13 такмичење у Аустралији од 1908. до 1994. Након полемика око организације такмичења, прва НРЛ сезона је одржана 1998. 

### Списак шампиона НРЛ-а
- 1998. Бризбејн бронкос
- 1999. Мелбурн сторм

- 2000. Бризбејн бронкос
- 2001. Њукасл најтс
- 2002. Сиднеј ростерс
- 2003. Пенрит пантерс
- 2004. Кантербери бенкстаун булдогс
- 2005. Вестс тајгерс
- 2006. Бризбејн бронкос
- 2008. Менли воринго си иглс
- 2010. Сент Џорџ илавара дрегонс

- 2011. Менли воринго си иглс
- 2012. Мелбурн сторм
- 2013. Сиднеј ростерс
- 2014. Саут Сиднеј рабитос
- 2015. Норт Квинсленд каубојс
- 2016. Кронула сатерленд шаркс
- 2017. Мелбурн сторм
- 2018. Сиднеј ростерс
- 2019. Сиднеј ростерс
- 2020. Мелбурн сторм

### Бивши тимови учесници
- 1. Адејлед ремс
- 2. Анандејл дејлс
- 3. Балмен тајгерс
- 4. Камберленд
- 5. Џлиб дирти редс
- 6. Голд коуст чарџерс
- 7. Хантер маринерс
- 8. Илавара стилерс
- 9. Њукасл ребелс
- 10. Њутаун џетс
- 11. Норт Сиднеј берс
- 12. Нортерн иглс
- 13. Сент Џорџ дрегонс
- 14. Саут Квинсленд крашерс
- 15. Универзитет Сиднеј
- 16. Вестерн редс
- 17. Вестерн сабарб меџис

## Формат такмичења

### Предсезона
НРЛ тимови се спремају у фебруару и марту. Tада професионални рагбисти воде рачуна о исхрани, трче, иду у теретану, имају јаке тренинге и тест утакмице. Као занимљив увод у сезону играју се и Ол старс рагби 13 меч, Светски клупски изазов и турнир у рагбију 9 у Окланду. 

### Лигашки део
Неки сматрају да је рагби 13 зимски спорт у Аустралији. Прво коло НРЛ-а одржава се у марту, а онда се утакмице играју скоро сваког викенда. Тим добија два бода за победу и један за пораз. 

### Завршница
На крају лигашког дела такмичења, осам најбоље пласираних екипа иде у плеј оф серију.

### Велико финале
Врхунац сезоне јесте велико финале НРЛ-а. То је спектaкуларан спортски догађај у Аустралији, када на стадиону некад буде уживо 100 000 гледалаца. Аустралијска војска доноси пехар на стадион. Клајв Черчил медаљу добија најбољи играч утакмице, а премијер Аустралије уручује пехар победнику великог финала НРЛ-а. 

## Тимови

### Списак учесника за сезону НРЛ 2021.
- 1. Нови Зеланд вориорс

- 2. Бризбејн бронкос
- 3. Канбера рајдерс
- 4. Кантербери бенкстаун булдогс
- 5. Кронула сатерленд шаркс
- 6. Голд коуст титанс
- 7. Менли Воринго си иглс
- 8. Мелбурн сторм
- 9. Њукасл најтс
- 10. Њорт Квинсленд каубојс
- 11. Парамата илс
- 12. Пенрит пантерс
- 13. Саут Синдеј рабитос
- 14. Сент Џорџ иливара дрегонс
- 15. Сиднеј ростерс
- 16. Вестс тајгерс

## Рекорди

### Тимски рекорди
- Највише титула - 21 Саут Синдеј рабитос
- Највише поена постигнутих у једној утакмици - 91, Сент Џорџ против Кантерберија 1935.

### Индивидуални рекорди
- Највише одиграних утакмица - Камерон Смит, 430.
- Највише постигнутих поена - Камерон Смит, 2 810 поена (48 есеја, 1307 голова)
- Највише постигнутих есеја - Кен Ирвин, 212 есеја.
- Највише постигнутих есеја у једној утакмици - Френк Бурџ, 8 есеја.

## Рагби 13 тренери
Списак најуспешнијих тренера:
- Вејн Бенет - 4 титуле.
- Крег Белами - 3 титуле.
- Трент Робинсон - 3 титуле.
- Дес Хаслер - 2 титуле.

## Рагбисти
НРЛ играчи су спортске звезде у Аустралији, они имају милионске уговоре и углед у друштву. Деца у Аустралији често узимају аутограме од врхунских рагбиста. Један НРЛ тим има 25 рагбиста у рустеру, а постоји салари кеп ограничење. Расизам се строго забрањује у рагбију 13. Више од трећине рагбиста у НРЛ-у су Полинежани.  

## Награде
- Прован Симонс трофеј је главна награда које се додељује победнику великог финала. Награда је добила назив по легендама аустралијског рагбија, Норму Провану и Артуру Симонсу.
- Џилтинан Шилд је награда која се додељује првопласираном на табели.
- Клајв Черчил награда се додељује најбољем рагбисти Великог финала НРЛ-а.
- Дејли медаљу уручује аустралијски премијер најбољим играчима на њиховим позицијама, најбољем рукију и најбољем тренеру.

## Публика и гледанoст НРЛ-а
НРЛ изазива велико интересовање код људи који прате рагби 13. Око 16 000 гледалаца уживо прати сваку НРЛ утакмицу. Преко 450 000 људи гледа утакмице НРЛ-а у својим становима преко телевизије. 

## Медији
Списак држава које су платиле тв права и директно преносе НРЛ утакмице:
- 1. Сједињене Америчке Државе
- 2. Аустралија
- 3. Нови Зеланд
- 4. Енглеска
- 5. Шкотска
- 6. Велс
- 7. Северна Ирска
- 8. Република Ирска
- 9. Француска
- 10. Канада
- 11. Сингапур
- 12. Холандија
- 13. Малезија
- 14. Брунеји
- 15. Тонга
- 16. Самоа
- 17. Папуа Нова Гвинеја

## Игрице
Списак рагби 13 видео игара:
- Rugby League
- Rugby League 2
- Rugby League 3
- Rugby League Live
- Rugby League Live 2
- Rugby League Live 3
- Rugby League Live 4

## Чирлидерсице
Већина НРЛ тимова имају девојке чирлидерсице, које се баве плесом. То су лепе и згодне даме.

## Спонзори
У НРЛ-у се врти огроман новац. Спонзори су истакнути на рагби дресовима. Телекомуникациона фирма "Телстра" је главни спонзор НРЛ-а. 
Списак осталих спонзора:
- Хисенс
- Викторија битер
- Бундаберг рум
- Кемист верхаус
- Стиден
- Хервеј Норман
- КФЦ
- Хенкок
- Ребел
- Екор
- Галахер